# Exacte rij
In de wiskunde, in het bijzonder in het deelgebied van de theorie van ringen en  modulen, de homologische algebra alsook de differentiaalmeetkunde en de groepentheorie, is een exacte rij een zodanige eindige of oneindige volgorde van objecten en morfismen daartussen, dat het beeld van een morfisme gelijk is aan de kern van het volgende morfisme.

## Definitie
De eenvoudigste vorm van een exacte rij is de opeenvolging van objecten {\displaystyle A,B,C} en morfismen {\displaystyle f,g} daartussen
{\displaystyle A{\overset {f}{\longrightarrow }}B{\overset {g}{\longrightarrow }}C}
waarin het beeld van {\displaystyle A} onder {\displaystyle f} de kern is van {\displaystyle g}:
{\displaystyle f(A)=\ker g}
Een langere opeenvolging van objecten (eventueel oneindig, zowel naar links als naar rechts) en morfismen daartussen:
{\displaystyle A_{1}\to A_{2}\to A_{3}\to \dots \to A_{n-1}\to A_{n}}
heet een exacte rij als elk kort deel daarin exact is.

## Korte exacte rij
Het meest voorkomend is de korte exacte rij
{\displaystyle A{\overset {f}{\longrightarrow }}B{\overset {g}{\longrightarrow }}C},
waarin {\displaystyle f} een monomorfisme en {\displaystyle g} een epimorfisme is.
Een korte exacte rij van abelse groepen kan ook geschreven worden als een exacte rij met vijf objecten:
{\displaystyle 0\longrightarrow A{\overset {f}{\longrightarrow }}B{\overset {g}{\longrightarrow }}C\longrightarrow 0},
waarin 0 een begin- en eindobject voorstelt, zoals de triviale groep of een vectorruimte van dimensie 0. Door begin- en eindobject op te nemen in de exacte rij, is {\displaystyle f} noodzakelijk een monomorfisme en {\displaystyle g} noodzakelijk een epimorfisme.
Als de objecten groepen zijn waarvan men niet weet of ze abels zijn, is het gebruikelijk de groepsoperaties als vermenigvuldiging te schrijven. Het identiteitselement wordt dan als 1 genoteerd, evenals de triviale groep. Een korte exacte rij kan dan genoteerd worden als:
{\displaystyle 1\longrightarrow A{\overset {f}{\longrightarrow }}B{\overset {g}{\longrightarrow }}C\longrightarrow 1}